# Samuel W. Koster

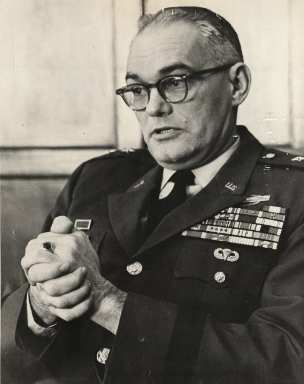
Samuel W. Koster

Samuel William Koster (* 29. Dezember 1919 in West Liberty, Muscatine County, Iowa; † 23. Januar 2006 in  Annapolis, Maryland) war ein Brigadegeneral der United States Army. Er war unter anderem als Superintendent Leiter der Militärakademie West Point. Außerdem trug er als Divisionskommandeur auf höchster Ebene Kommandantenverantwortlichkeit für das Massaker von Mỹ Lai.

## Leben
Samuel Koster besuchte die öffentlichen Schulen seiner Heimat und absolvierte anschließend die Militärakademie in West Point. Nach seinem Abschluss im Jahr 1942 wurde er der Infanterie zugewiesen. In der Armee durchlief er anschließend alle Offiziersränge vom Leutnant bis zum Zwei-Sterne-General. Während des Zweiten Weltkriegs diente er im 413. Infanterie-Regiment, das in Europa eingesetzt war. Anschließend war er unter anderem in Fort Hood in Texas und dann in Japan als Teil der amerikanischen Besatzungstruppen stationiert. Im Jahr 1949 kehrte er als Lehrer für Taktik an die Akademie in West Point zurück. Später nahm er als Stabsoffizier in den Abteilungen G2 und G3 der 8. US-Armee am Koreakrieg teil. Danach absolvierte er das Armed Forces Staff College. Es folgte seine Versetzung zum NATO-Hauptquartier, das sich damals in der Nähe von Paris befand. Dort diente er zwischen 1956 und 1959 als Stabsoffizier. Daran schloss sich bis 1960 eine Weiterbildung am National War College an.
Anfang der 1960er Jahre bekleidete Samuel Koster verschiedene Posten bei der US Army. Seit 1964 gehörte er erneut der inzwischen in Südkorea stationierten 8. US-Armee an. Am 22. September 1967 erhielt er das Kommando über die 23. Infanterie-Division, die auch als Americal Division bekannt ist und im Vietnamkrieg eingesetzt war. In seine Zeit als Kommandeur der Einheit fiel das Massaker von Mỹ Lai am 16. März 1968. Die beteiligten US-Soldaten gehörten der von Koster kommandierten Division an. Koster selbst hatte das Dorf während des Angriffs überflogen, gab aber später an, das Ausmaß des Vorfalls unterschätzt zu haben. Zunächst wurde der ganze Vorfall nicht publik und Koster beendete sein Vietnam-Kommando, um dann im Jahr 1969 die Leitung der Militärakademie zu übernehmen. Im Jahr 1970 stand seine Beförderung zum Generalleutnant (Drei-Sterne-General) an. Dazu kam es aber nicht mehr. Inzwischen wurde auch gegen Koster wegen der Vorfälle von Mỹ Lai ermittelt. Vor allem wurde ihm die Vertuschung der Ereignisse vorgeworfen. Als Ergebnis dieser Ermittlungen wurde er schriftlich abgemahnt, seine geplante Beförderung zum Drei-Sterne-General wurde ausgesetzt. Stattdessen wurde er von seinem damaligen Rang eines Generalmajors zum Brigadegeneral degradiert. Auch die ihm verliehene Distinguished Service Medal wurde ihm aberkannt. Diese Maßnahmen waren damals Gegenstand kontroverser Diskussionen.
Nach seiner Zeit in West Point wurde Samuel Koster stellvertretender Kommandeur der Forschungs- und Entwicklungseinrichtung der US Army in Aberdeen Proving Ground. Dabei war er für den Bereich Waffenerprobung zuständig. Im November 1973 ging er mit dem Rang eines Brigadegenerals in den Ruhestand. Im Jahr 1982 gab er der Washington Post ein Interview, in dem er den gesamten Vietnamkrieg als Fehler bezeichnete. Seiner Meinung nach gab es keinen ausreichenden Grund, diesen Krieg zu rechtfertigen.
In den zwölf Jahren nach seinem Ausscheiden aus dem Militärdienst war Koster Vorstandsmitglied der im Energiesektor tätigen Firma Koppers and Hanson Industries in Baltimore. Dort war er für Kraftwerke in den USA und in Kanada zuständig. Er war mit Cherie Kadgihn (1922–2018) verheiratet, mit der er fünf Kinder hatte. Samuel Koster starb am 23. Januar 2006 in Annapolis und wurde auf dem Friedhof in West Point beigesetzt.

## Orden und Auszeichnungen
General Samuel Koster erhielt im Lauf seiner militärischen Laufbahn unter anderem folgende Auszeichnungen:
- Army Distinguished Service Medal (später wieder aberkannt)
- Silver Star (2-Mal)
- Legion of Merit (3-Mal)
- Bronze Star Medal (2-Mal)
- Air Medal (5-Mal)
- Purple Heart